# Bulbophyllum pygmaeum
Bulbophyllum pygmaeum là một loài phong lan thuộc chi Bulbophyllum.